# Ehinabo Omoighe
Miracle Calvin Ehinabo Omoighe (* 26. März 1994 in Kaduna) ist ein österreichisch-nigerianischer Fußballspieler.

## Karriere
Omoighe begann seine Karriere beim Floridsdorfer AC. 2012 wurde er an den SK Slovan-Hütteldorfer AC verliehen. Im Jänner 2013 wurde er an die Admira Landhaus weiterverliehen, für die er bis 2015 spielte. Sein Profidebüt für die Floridsdorfer gab er am fünften Spieltag der Saison 2015/16 gegen den SV Austria Salzburg.
Nach der Saison 2015/16 verließ er den FAC und wechselte in die Gebietsliga zum FC Tulln. Im Jänner 2017 wechselte er für ein halbes Jahr zum Landesligisten SV Langenrohr. Zur Saison 2017/18 wechselte er wieder in die Gebietsliga, diesmal zum ASV Hohenau. Für Hohenau spielte er 20 Mal in der sechsthöchsten Spielklasse. Zur Saison 2018/19 wechselte der Verteidiger zurück nach Wien zum viertklassigen ASK Elektra Wien. In drei Spielzeiten in der Wiener Stadtliga kam er zu 55 Einsätzen, in denen er zwei Tore erzielte.
Zur Saison 2021/22 fusionierte die Elektra mit dem Regionalligisten Team Wiener Linien zum TWL Elektra, dem er sich daraufhin auch anschloss. Für das TWL kam er zu 13 Einsätzen in der Ostliga. Zur Saison 2022/23 wechselte er zum Ligakonkurrenten FC Mauerwerk. Für Mauerwerk kam er aber nur einmal in der Regionalliga zum Einsatz, primär spielte er für die Reserve in der sechsthöchsten Spielklasse. Daraufhin verließ er den Verein bereits im Jänner 2023 wieder und schloss sich dem fünftklassigen SV Sierndorf an.